# Stuart Murdoch
Stuart Lee Murdoch (Ayr, 25 de agosto de 1968) es un músico escocés, líder del septeto de indie pop Belle and Sebastian. 

## Biografía

### Vida y familia
Stuart Lee Murdoch nació el 25 de agosto de 1968 y se crio en Ayr. En sus primeros años de vida, estudió piano y se cultivó intelectualmente leyendo la obra de autores como Jane Austen, Thomas Hardy o Somerset Maugham. Se formó en varias escuelas primarias de Ayr y de Glasgow y, entre 1980 y 1985, estudió en la Belmont Academy, donde sufrió agresiones físicas de compañeros y profesores por igual. Fue un alumno sobresaliente, llevó a cabo experiencias musicales y trabajó en una granja, en una tienda de periódicos y como vendedor de productos lácteos. Con su primera banda, The Kintyre Keynotes, tocaba en una residencia de ancianos por cincuenta peniques. A los diecisiete años, se mudó definitivamente a Glasgow para ir a la universidad y estudiar una materia relacionada con la física, aunque abandonó al segundo año.
Por la época en que era estudiante universitario, contrajo síndrome de fatiga crónica y lo padeció durante siete años; desde entonces ha vivido con remanencias de esa enfermedad. En el tiempo que tardó en curarse, y con la salud frágil al punto de ser hospitalizado en alguna ocasión, se aisló de la sociedad, resguardándose en casa de sus padres, y se interesó en la composición de canciones. En 1996, ya con varias letras en su repertorio, se anotó en un curso público enfocado en la música y orientado a personas desempleadas, en el que conoció a sus futuros compañeros de Belle and Sebastian.
Mientras convalecía, combinó esos intentos de creatividad con una fuerte y repentina inclinación por la espiritualidad, que nació en él como respuesta al vacío emocional que lo acongojaba. Ahora como cristiano, el futuro cantante se unió al coro de una iglesia local y, dos años después, se estableció en una habitación de ese sitio para poder ejercer como conserje, trabajo que durante un tiempo prolongado compaginó con su carrera musical. Como concluyó más adelante: 

Cuando estás en medio de una situación difícil, totalmente desesperado, te aferras a lo que tienes y tratas de ver el lado positivo. Para mí, las dos grandes ventajas de haber superado esos momentos fue adquirir fe y hacer música.

En 2015, cuando estaba de gira por España con Belle and Sebastian, recayó de la enfermedad. Esta fue la razón de que la serie de conciertos se cancelara y de que Murdoch desarrollara depresión, cosa que a su juicio «va de la mano con la fatiga crónica». Más allá de eso, está casado con Marisa Privitera desde 2007 y tiene dos hijos con ella: Denny y Nico, con quienes residen en Glasgow. Hacia 2018, Murdoch admitió que se le dificultaba preservar su salud y al mismo tiempo fungir como padre, aunque tomaba recaudos tales como el cuidado en la alimentación, el dormir lo suficiente y la meditación, que se engrana con su interés por el budismo. Además, es asmático, daltónico y debe abstenerse de beber alcohol, como consecuencia de una alergia que le provoca una enfermedad dermatológica llamada eccema.

### Belle and Sebastian

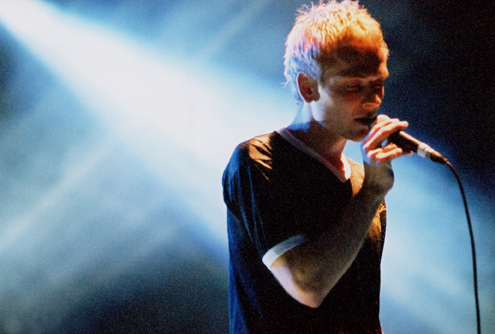
Murdoch actuando con Belle and Sebastian en 2003

Hacia 1996, había mejorado de salud y fundó el grupo de indie pop Belle and Sebastian. La alineación presentaba una estética propia de marginados, que se combinaba con un sonido «pop alegre» en remembranza de la música de The Monkees o Herman's Hermits, con mucho rasgueo de guitarra acústica y melodía con piano. Murdoch, el líder y la figura principal, gustó de que contrastaran con la clásica imagen del rock and roll, pues prefería «la feminidad, la delicadeza, la poesía y los instrumentos barrocos». Con el tiempo, Belle and Sebastian se afianzó más que nada en Estados Unidos y se hizo conocido por el estilo «intelectual» y «reflexivo» característico de las letras de Murdoch. Por otro lado, su voz fue descrita por un medio australiano como «débil, de esas que no pasarían de la audición en Australian Idol», en buenos términos.
Sus composiciones líricas suelen estar protagonizadas por parias sociales, tales como muchachas gordas, estudiantes acosados o empleados infelices. Las «dolencias» físicas y emocionales que Murdoch padeció durante toda la vida fueron un factor clave en su escritura; ejemplo de ello es la letra de «Nobody's Empire», que describe el comienzo de los síntomas y su primera internación por fatiga crónica. Fue fundamental en su trabajo también la incursión en la religión, como atestigua el primer tema del álbum debut, «The State I'm In». Para el tiempo en que el grupo grabó el segundo álbum, If You're Feeling Sinister (1996), el artista estaba en una relación con la violonchelista y vocalista, Isobel Campbell, además de que por primera vez se suscitaron diferencias entre este y el resto de compositores. A raíz de ello, y para «mantener la familia unida», decidieron dar pocas o ninguna entrevista, tónica que se extendió unos años.
Posteriormente, el grupo se adaptó y «del sonido espantoso y la pésima producción» de If You're Feeling Sinister —que, sin embargo, obtuvo reconocimiento— pasó, por ejemplo, al más elaborado disco de soul The Life Pursuit (2006). La espiritualidad del cantante siguió siendo fundamental en producciones posteriores, como el álbum A Bit of Previous (2022), cuyo título hace referencia a la idea del renacimiento en el budismo. Por lo demás, sus letras sexualmente ambiguas lo llevaron a tener que confirmar su heterosexualidad en la prensa, etiquetándose como «heterosexual al punto de que me aburro de mí mismo» en 2006.

### Otros proyectos
En 2010 publicó sus memorias, The Celestial Café, donde explora las canciones que ha creado, sus «pasiones» —como el fútbol o correr—, sus viajes, la religión y hasta las cuestiones más insignificantes, como sus visitas al dentista. La edición en España fue tarea de Expediciones polares, que la publicó bajo el título El café celestial en 2016. Más adelante, escribió y dirigió la película musical God Help The Girl (2014), cuyos orígenes se remontan a 2003, cuando Murdoch empezó a crear las canciones que componen la banda sonora —que incluye dos temas de Belle and Sebastian— y que en 2009 se compilaron en un álbum homónimo. El cantante escribió el guion, sobre una adolescente que descubre su pasión por la música, con ayuda de un productor, mientras que su hasta entonces inédita labor como director le resultó sumamente desafiante. En 2024 escribió una novela titulada Nobody's Empire, que está inspirada en su vida y profundiza sobre los años en que enfermó y convaleció. El objetivo de Murdoch era incentivar a salir adelante a aquellos que sufren de fatiga crónica.